# 111 Ата
111 Ата (111 Ate) — астероїд головного поясу, відкритий 14 серпня 1870 року.